# Gabriel Mureșan
Gabriel Mureșan (* 13. Februar 1982 in Sighișoara, deutsch:Schäßburg, Kreis Mureș) ist ein ehemaliger rumänischer Fußballspieler, der meist als defensiver Mittelfeldspieler, aber auch als Innenverteidiger eingesetzt wurde.

## Karriere

### Verein
Mureșan startete 2003 seine Karriere bei Mobila Sovata in der Divizia C. Nach einem Jahr wechselte er zu Gaz Metan Mediaș (deutsch: Mediasch) in die Divizia B. Nach einer Saison wechselte er zu Gloria Bistrița, (deutsch: Bistritz). 2007 wechselte er für ca. 300.000 € zu CFR Cluj, wo er in seiner ersten Saison Meister wurde. Diesen Erfolg konnte er in der Saison 2009/10 wiederholen. Im gleichen Zeitraum konnte er mit seinem Verein dreimal den rumänischen Pokal gewinnen. Die Spielzeit 2010/11 konnte der Klub lediglich auf einem Platz im Mittelfeld beenden. Mureșan kam dabei nur zu Saisonbeginn und in der Schlussphase zum Einsatz. In der Saison 2011/12 erkämpfte er sich seinen Stammplatz zurück und wurde am Saisonende zum dritten Mal rumänischer Meister.
Im Sommer 2013 wechselte Mureșan nach Russland zum FK Tom Tomsk. Nach dem Abstieg 2014 verließ er den Klub wieder und kehrte nach Rumänien zurück, wo ihn Aufsteiger ASA Târgu Mureș unter Vertrag nahm. Dort konnte er die Vizemeisterschaft 2015 erreichen. Seit Februar 2015 ist er Mannschaftskapitän von ASA.

### Nationalmannschaft
Mureșan gab sein Debüt für Rumänien am 2. Juni 2007 im Spiel gegen Slowenien. Er wurde in der 77 Minute eingewechselt. Rumänien gewann das Spiel 2:1. Danach wurde er über ein Jahr nicht berücksichtigt, ehe er im Oktober 2008 zum Aufgebot für das WM-Qualifikationsspiel gegen Frankreich gehörte, wo er beim 2:2 sein Startelfdebüt gab. Erneut vergingen fast zwei Jahre, bevor ihn Nationaltrainer Răzvan Lucescu wieder in den Kreis der Nationalmannschaft berief. Es reichte jedoch nur zu einem Kurzeinsatz im September 2010.
Mit Beginn des Jahres 2011 wurde Mureșan fester Bestandteil der Mannschaft und kam regelmäßig zum Einsatz. Sein letztes Länderspiel bestritt er am 10. August 2011 im Freundschaftsspiel gegen San Marino sein letztes Länderspiel.

## Erfolge
- Rumänischer Meister (3): 2007/08, 2009/10, 2011/12
- Rumänischer Pokalsieger (3): 2007/08, 2008/09, 2009/10
- Rumänischer Supercup-Sieger (3): 2009, 2010, 2015